# Hymenopterenstaat
Als Hymenopterenstaaten werden die Insektenstaaten der Hymenopteren (Hautflügler) bezeichnet. Ihnen gemeinsam ist eine besondere genetische Disposition, denn die Männchen sind haploid, d. h. haben nur einen einfachen Chromosomensatz. Dieser Umstand ist für eine Reihe sehr ungewöhnlicher Phänomene bei den Hymenopteren verantwortlich.
Es gibt auch zahlreiche andere staatenbildende Tiere, beispielsweise die Termiten oder die Nacktmulle (Eusozialität). Bei ihnen sind die Männchen aber nicht haploid, weshalb sich die Staaten dort auf eine völlig andere Weise formen. Die Hymenopterenstaaten stellen eine Besonderheit der eusozialen Lebensweise dar. Je nach Schätzung leben etwa 15 bis 45 % aller Insekten-Individuen in Hymenopterenstaaten. Ein großer Teil der Erdoberfläche wird von Ameisenstaaten beansprucht.

## Historisches
Historisch gesehen waren gerade die Hymenopterenstaaten eine bedeutende Herausforderung der Evolutionsbiologie und ein Prüfstein der darwinschen Evolutionstheorie. Charles Darwin sah in ihnen das ernsthafteste Problem seiner Theorie – ein Paradoxon, welches zu seinen Lebzeiten nicht gelöst werden könnte. Darwins Theorie sagte nämlich zwingend voraus, dass es im Tierreich keinen echten Altruismus geben kann – die geschlechtslosen Arbeiterinnen aber tun scheinbar genau das: Sie verzichten auf eigene Nachkommenschaft und ziehen stattdessen ihre Geschwister groß. Wie könnte ein solches altruistisches Verhalten vererbt werden, wenn eine Arbeiterin, die mit ihrem Altruismus erfolgreich ist, diese Eigenschaft doch nicht an Nachkommen weitergeben kann? Die Erklärung war erst mit der Entdeckung der männlichen Haploidie möglich, die den Biologen auch heute noch eine Vielzahl an interessanten evolutionären und verhaltensbiologischen Rätseln aufgibt.
Man erkannte erst nach der Entdeckung der Funktion der Chromosomen 1910 durch Thomas Hunt Morgan, dass die geschlechtslosen Arbeiterinnen untereinander zu 3/4 verwandt sind, also näher, als sie es mit den eigenen Kindern sein könnten oder es mit der eigenen Mutter sind. Dies kommt daher, dass sie allein die Hälfte aller Erbinformationen in identischer Weise von ihrem Vater erben, von der Mutter aber im Mittel nur 1/4 identischer Gene mitbekommen (Siehe auch Rekombination). Arbeiterinnen verzichten deshalb auf eigene Nachkommen und ziehen ihre Geschwister groß – zu denen die jungen Geschlechtstiere gehören, über die sie sich fortpflanzen. Diese Lebensweise bringt eine Reihe außergewöhnlicher Phänomene mit sich, die in der übrigen Tierwelt und auch bei anderen staatenbildenden Lebewesen nicht vorkommen können. Aus Sicht der Hymenopteren stellt sich deshalb die Welt der Verwandtschaft auf eine völlig andere Weise dar, als sie es aus Sicht des Menschen oder eines anderen Wirbeltiers ist.
Diese Entdeckung führt auch das Verhalten von unfruchtbaren Hymenopteren wieder auf egoistische Interessen zurück und löst somit das von Darwin erkannte Paradoxon auf. Der vorliegende Artikel soll Informationen bündeln, die diesen recht schwierig zu verstehenden Umstand erklären helfen.

## Staatenbildende Hymenopteren
Zu den staatenbildenden Hymenopteren zählen
- Ameisen (siehe auch Hochzeitsflug)
- Bienen (siehe auch Hochzeitsflug, Drohnensammelplatz und Imkerei)
- Wespen

## Wichtige Sachverhalte
Hymenopterenstaaten zeichnen sich in dreierlei Weise aus: (1) Kooperation der geschlechtslosen Arbeiterinnen, (2) Arbeitsteilung bei der Reproduktion zwischen Geschlechtstieren und den Arbeiterinnen, sowie (3) Überlappung von mindestens zwei arbeitsteiligen Generationen.

### Haploidie
Haploidie führt nicht zwangsläufig zu Staatenbildung. Männliche Haploidie ist nur ein Faktor, der die Evolution von Hymenopterenstaaten begünstigt, aber sie ist weder eine hinreichende noch eine notwendige Bedingung. Es gibt Insekten mit männlicher Haploidie, die nicht staatenbildend (also solitär) leben. Andererseits gibt es Insektenstaaten, die nicht auf männlicher Haploidie basieren (Termiten).

### Interessenverteilung innerhalb eines Hymenopterenstaates
Unter den Individuen und Kasten von Hymenopterenstaaten findet man eine Interessenverteilung, die mit jener in sozialen Verbänden von Wirbeltieren oder anderen eusozialen Lebewesen nur schwer vergleichbar ist. Die Interessengegensätze zwischen den Arbeiterinnen, der Königin und den Drohnen sind erheblich.
- Arbeiterinnen, Soldaten
  - Die Arbeiterinnen sind stets sehr geschwisterlich orientiert, benötigen die Königin-Mutter aber zur Herstellung neuer Geschwister. Jungköniginnen und Arbeiterinnen sind Schwestern, da sie von der gleichen Königin abstammen. Fortpflanzung von Arbeiterinnen selbst, die gelegentlich (pathologisch) vorkommt, führt, weil diese unbefruchtet sind, ausschließlich zu männlichen Nachkommen und damit zum Ende des Staats (über die Männchen haben die Arbeiterinnen aber eine Chance, ihre Gene an Königinnen fremder Staaten weiterzugeben). Bei vielen Arten hindern sich die Arbeiterinnen gegenseitig daran (genannt worker policing). Würde eine Arbeiterin durch ein fremdes Männchen begattet, würde die Verwandtschaft zu den Nachkommen auf 50 Prozent absinken. Beim alternativen Übergang zur Parthenogenese müsste die geschlechtliche Fortpflanzung mit all ihren Vorteilen ganz aufgegeben werden.
  - Ein individuelles Überlebensinteresse ist den geschlechtslosen Arbeiterinnen nicht angeboren. Ihre Fitness ist nicht an ihr eigenes, sondern an das Überleben des Staates gebunden. Sie zeigen sich deshalb sehr angriffslustig und nehmen bei Auseinandersetzungen keine Rücksicht auf eigene Verletzungen oder Tod.
- Königin
  - Aus Sicht der Königin ist die extreme Geschwisterliebe ihrer Kinder nicht unbedingt wünschenswert. Sie ist deshalb bei vielen Arten geneigt, sich mit mehreren Drohnen zu paaren und die Nachkommenschaft in Fraktionen zu spalten. Nicht alle Geschwister haben dann denselben Vater und es entsteht eine genetische Unsicherheit unter ihnen, die dazu führt, dass die Königin bedingungslos beschützt wird. Aus Sicht einer beliebigen geschwisterlichen Fraktion ist nämlich die Aussicht, als nächste Königin eine Schwester der anderen Fraktion wählen zu müssen, nicht sehr lohnend, denn damit stirbt die eigene Abstammungslinie aus. Alle Arbeiterinnen tendieren unter diesen Umständen dazu, die alte Königin und somit die bereits bestehenden Verhältnisse zu verteidigen.
- Drohnen
  - Aus Sicht der Drohnen schließlich, die von allen ihren Schwestern gefüttert und versorgt werden, stehen ganz andere Interessen im Vordergrund. Ihr Erfolg hängt davon ab, ob sie es schaffen, Vater zu werden, und wenn, dann tragen sie ganze 100 % ihrer Gene in die nächste Generation. Drohnen beteiligen sich deshalb nur unwesentlich am Staatsleben, da ihre Zukunft auf dem Drohnensammelplatz oder dem Hochzeitsflug entschieden wird. Sobald ihre Aussicht sinkt, dort erfolgreich zu sein, verlieren sie auch die Gunst ihrer Schwestern und werden von diesen vertrieben oder getötet.
- Interessen der Staaten untereinander
  - Kriege zwischen Hymenopterenstaaten – bei den Ameisen ein alltägliches Ereignis – sind stets außergewöhnlich verlustreich. Die Arbeiterinnen verhalten sich meist so, als würde ihr eigener Tod keinerlei Rolle spielen und als wäre der Ausgang der Auseinandersetzungen lediglich ein statistischer Vorgang. Die meisten Staaten wirken deshalb völlig unverträglich gegenüber anderen Insekten oder Angehörigen anderer Staaten der eigenen Art. Sie haben meist kein Interesse zur Kooperation.
  - Es gibt aber auch verschiedene Strategien der Kriegsführung, die vom Verlauf der Auseinandersetzungen abhängen. So verhalten sich einige Arten je nachdem, ob sie erfolgreich sind, auf eine andere Weise. Wendet sich das Blatt und ist der Stock in Gefahr, so gibt es unter den infertilen Tieren keinerlei Fluchtversuche. Sie verteidigen sich bis auf das letzte Tier. Die fertilen Individuen aber fliehen.
  - Viele Ameisenarten und manche Bienen und Wespen leben teilweise parasitär, indem sie andere Staaten überfallen und sich deren Vorräte aneignen. Hierbei stellen sie implizit sehr genaue Rechnungen darüber auf, ob sich der Überfall in materieller Hinsicht lohnt – also der Verlust eigener Individuen durch den zu erwartenden Gewinn an Ressourcen in einem günstigen Verhältnis steht.
  - Einige Ameisenarten stehlen die Brut spezieller anderer Arten (Wirte) und lassen durch die schlüpfenden Arbeiterinnen die eigenen Arbeiten im Stock ausführen (Sklavenhalterei).
  - Die Gründung neuer Staaten ist bei manchen Arten überhaupt erst dadurch möglich, dass sich die junge Königin in den Bau einer Wirtsameise einschleicht, die dortige Königin tötet und den bereits funktionierenden Staat zur Aufzucht der eigenen Nachkommen benutzt.

Hymenopteren sind sehr artenreich. Es gibt daher sehr viele Abwandlungen dieses Grundaufbaus und auch die Interessengegensätze der Kasten sind je nach Gattung und Art unterschiedlich.

### Theorien der Entstehung von Hymenopterenstaaten
Die genauen Abläufe der Entstehung von Hymenopterenstaaten sind noch nicht geklärt, werden sich aber mit dem Voranschreiten genetischer Analysen klären lassen. Bereits jetzt steht fest, dass Hymenopteren mehrmals unabhängig voneinander Staatenbildung entwickelt haben müssen.
In Das egoistische Gen beschreibt Richard Dawkins einen denkbaren Ablauf der Evolution eines Wespenstaates gradualistisch:
- 1. Stufe: Eine solitäre Wespe baut ein Einzelnest und trägt über die Sommermonate Nahrung ein. Da diese Nahrung schrittweise aufkommt, legt sie ihre Eier in zeitlicher Abfolge. Dies bewirkt, dass die Nachkommenschaft unterschiedlichen Alters ist und zu unterschiedlichen Zeiten aus der Puppe schlüpft. Die ersten schlüpfen, während noch Eier gelegt werden.
- 2. Stufe: Die geschlüpften jungen Töchter haben einen Vorteil davon, sich am Nestbau ihrer Mutter zu beteiligen, da die Anlage eines eigenen Nests aufwendig ist, im alten Nest aber durch den weiteren Schlupf von Schwestern Nischen frei werden (bei holz- oder bodenbewohnenden Wespen sind das gebissene oder gegrabene Gänge). Die Töchter paaren sich also selbst, legen ihre Brut aber im Nest der Mutter ab. Die Söhne hingegen beteiligen sich nicht, sondern verlassen das Nest, da ihr Fortpflanzungserfolg von der Fähigkeit abhängt, möglichst viele Weibchen begatten zu können.
- 3. Stufe: Durch die enge Verwandtschaft der Schwestern untereinander lohnt es sich für diese zunehmend, auch Nahrung einzutragen, auf die die Mutter Eier legen kann, um neue Schwestern zu erzeugen. Eigene Nachkommenschaft hingegen ist nicht so attraktiv, sofern es den Töchtern gelingt, eine unter ihnen zum Überwintern zu befähigen, damit diese selbst im nächsten Jahr zur Mutter werden kann.
- 4. Stufe: Die Evolution von pheromoneller Kommunikation erlaubt es dabei, die Zeitpläne und Verhaltensweisen während der Brutperiode genauer abzustimmen.
- 5. Stufe: Auf dieser Stufe gelingt es der Mutter, ihre Töchter mittels Pheromonen dazu zu bringen, völlig unfruchtbar (infertil) zu bleiben. Die Bruttätigkeit der Töchter wird nur wiederaufgenommen, sofern die Mutter ausfällt (Tod). Dann tritt eine der Töchter an die Stelle der Mutter und beginnt die pheromonelle Unterdrückung ihrerseits erneut.
- 6. Stufe: Da die Mutter wegen der vielen helfenden Töchter das Nest nicht mehr verlassen oder zu verteidigen braucht, hat sie eine geringe Wahrscheinlichkeit, auszufallen. Dies ermöglicht, dass sich die meisten Töchter phänotypisch umformen und selbst keine reproduktiven Fähigkeiten mehr haben. Nur einige der Töchter – nämlich die spät geborenen – müssen selbst reproduktiv bleiben. Die unfruchtbaren Töchter sind dann jedoch sehr auf ihre Mutter angewiesen und verteidigen sie mit allen ihnen zur Verfügung stehenden Mitteln. Ein Tod der Mutter bzw. der Brut ist gleichbedeutend mit dem eigenen Tod. Auf dieser Stufe kann man von einem Hymenopterenstaat sprechen.
- 7. Stufe: Die Staateninsekten evolvieren unter dem jeweils gegebenen Druck der Umwelt in verschiedene Richtungen. Zumeist ist durch die Arbeitsteilung ein enormer Produktivitätszuwachs gegeben, der eigenständige, oft aufwendige Nestformen ermöglicht. Oft werden auch Fähigkeiten aufgegeben, die solitären Wespen notwendig sind. So haben die meisten Ameisenarten, die höchstwahrscheinlich aus den Wespen hervorgingen, keinen Stachel mehr. Als primitives Merkmal blieb die Flugfähigkeit nur bei den Geschlechtstieren erhalten, aber auch sie sind nicht mehr sehr geschickt darin und können es nur zeitweise.